# Cep xinès
El cep xinès era un instrument de tortura d'origen xinès, consistent en una caixa, generalment de fusta, on es col·locaven els peus de la víctima, els quals eren, a través d'una maneta i utilitzant els principis bàsics de la premsa i el cargol, premuts pel botxí. El dolor de la víctima era gradual, començant per una lleugera pressió al peu fins a convertir-se en un dolor insuportable acompanyat de la trituració dels ossos del peu.